# Pont de Žvėrynas
Le pont de Žvėrynas  (en lituanien : Žvėryno tiltas) est un pont sur la rivière Neris à Vilnius, en Lituanie.

## Histoire
Le pont a été construit pour la première fois en bois en 1892 par un propriétaire foncier de Žvėrynas. Le propriétaire espérait faire de Žvėrynas une partie de la ville de Vilnius, car c'était une banlieue à l'époque. Le pont a été reconstruit par la ville en 1906 en utilisant une structure en acier avec des piliers en pierre. Il a été révisé en 1937 mais a subi des dommages importants pendant la Seconde Guerre mondiale cependant il a été réparé assez rapidement. En 1991, lors des événements de janvier, des barricades défensives sont érigées sur le pont.
En 2014, un éclairage LED a été installé pour des illuminations colorées le soir.

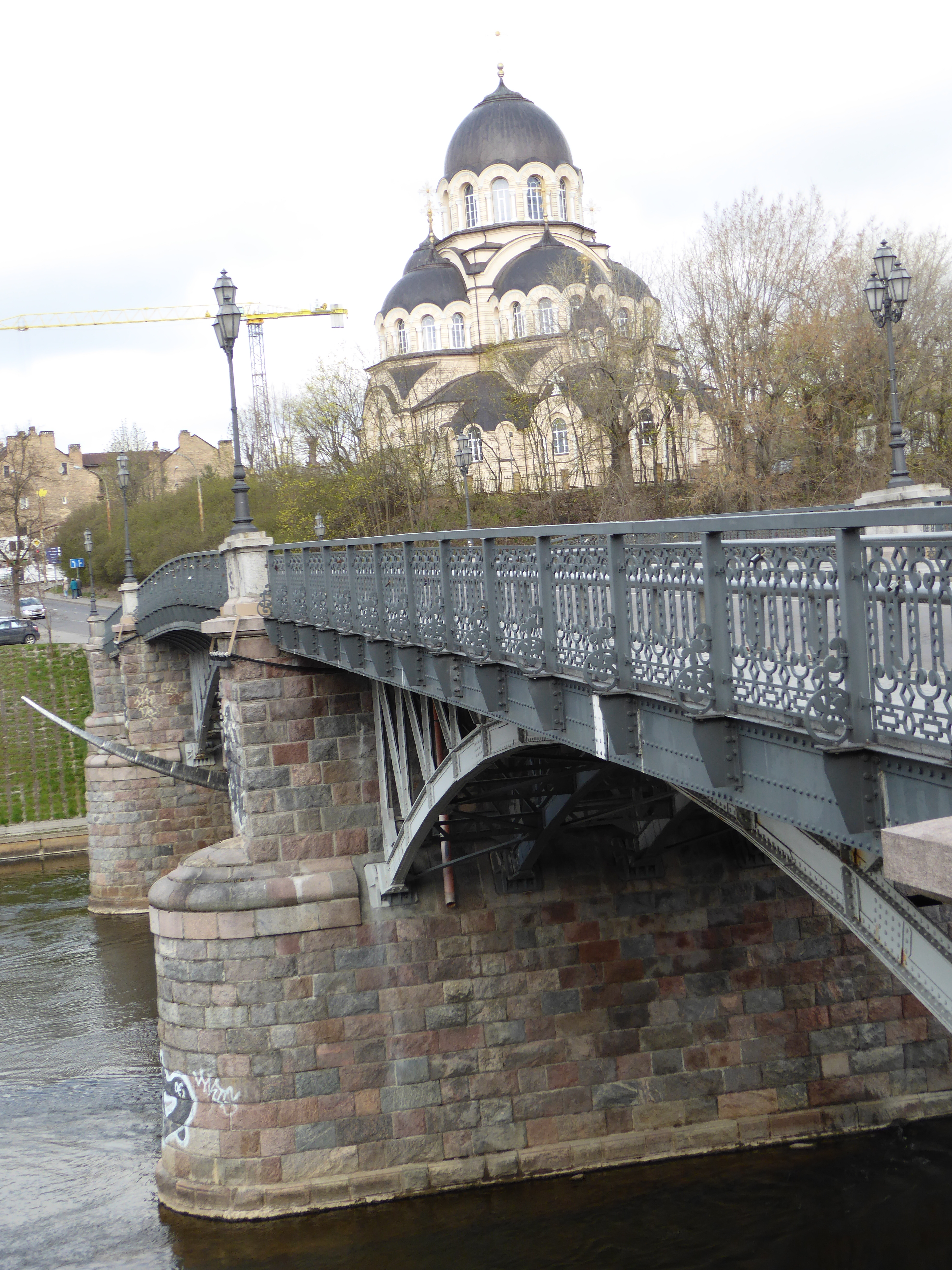
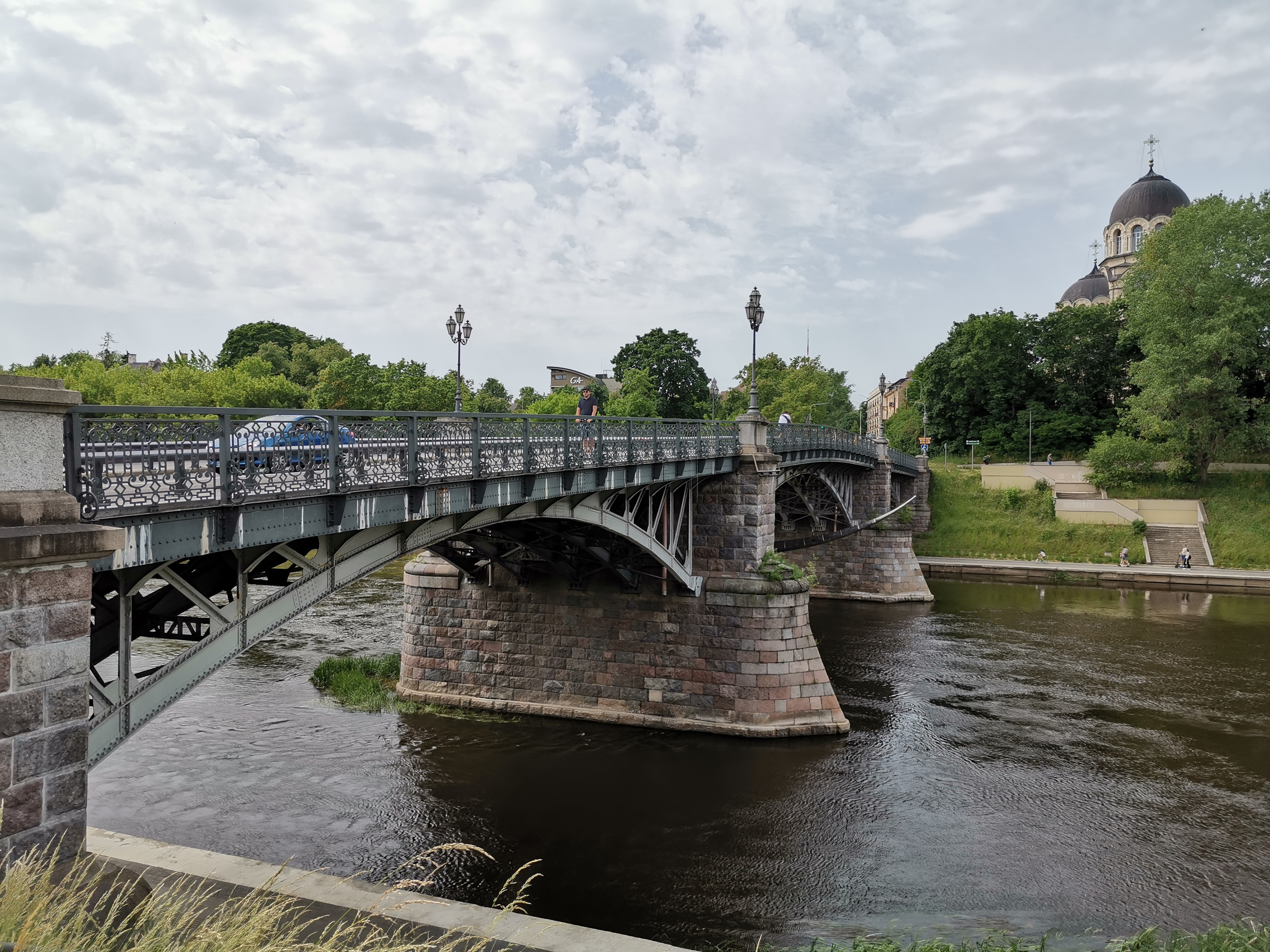
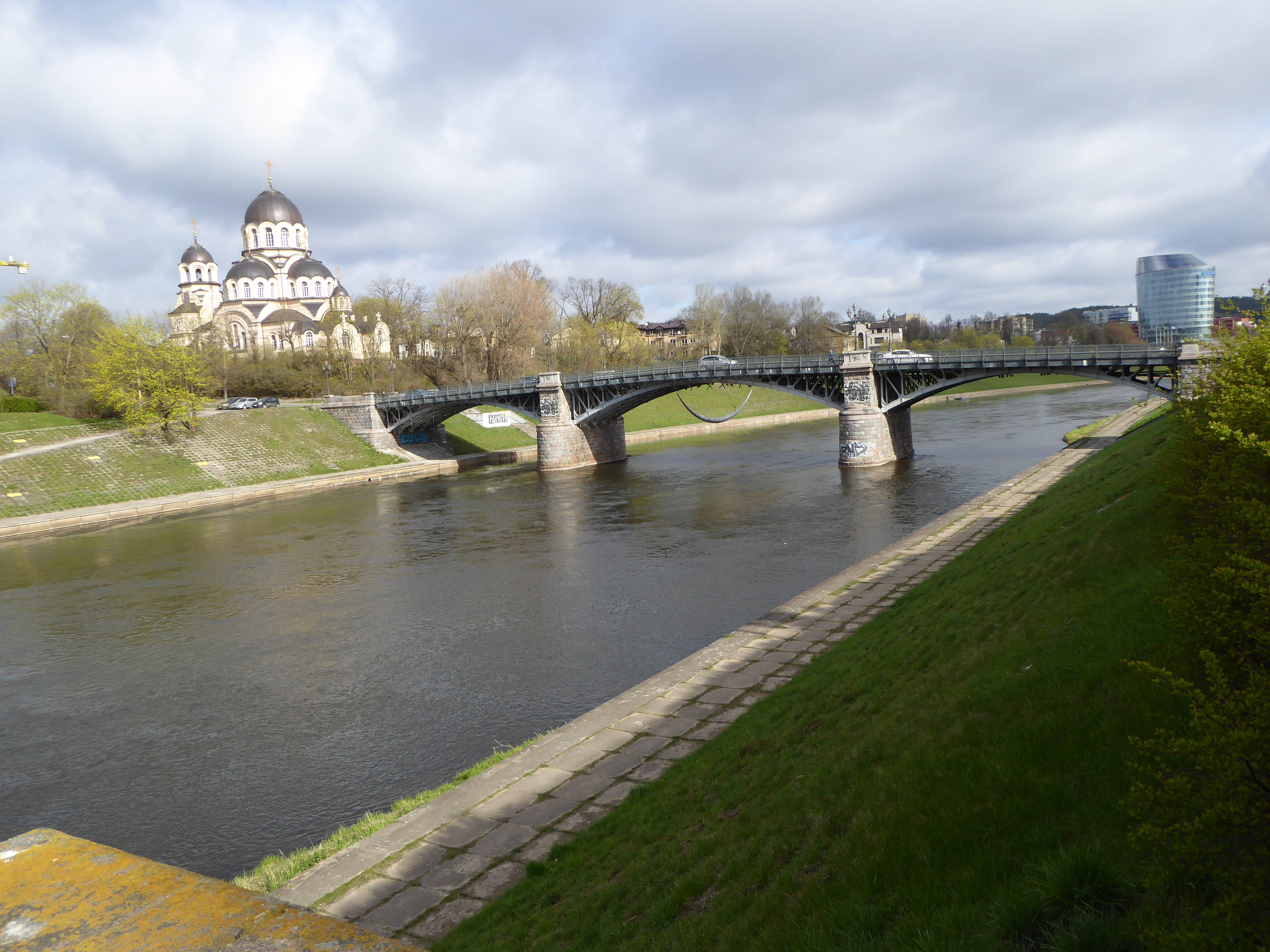